# Vallées en Champagne
Vallée en Champagne ist eine französische Gemeinde mit 590 Einwohnern (Stand: 1. Januar 2022) im Département Aisne in der Region Hauts-de-France. Sie gehört zum Arrondissement Château-Thierry und zum Kanton Essômes-sur-Marne.
Sie entstand als Commune nouvelle mit Wirkung vom 1. Januar 2016, indem die früheren Gemeinden Baulne-en-Brie, La Chapelle-Monthodon und Saint-Agnan zusammengelegt wurden, die seither in der neuen Gemeinde über den Status einer Commune déléguée verfügen. In Baulne-en-Brie befindet sich der Verwaltungssitz.

## Lage
Die Gemeinde Vallées en Champagne liegt am Fluss Surmelin an der Grenze zum Département Marne, 18 Kilometer ostsüdöstlich von Château-Thierry. Nachbargemeinden von Vallées en Champagne sind Courthiézy und Dormans im Norden, Igny-Comblizy im Nordosten, Le Breuil im Osten, Verdon im Süden, Pargny-la-Dhuys und Montigny-lès-Condé im Südwesten, Condé-en-Brie und Celles-lès-Condé im Westen sowie Reuilly-Sauvigny und Monthurel im Nordwesten. Das Gemeindegebiet wird von den Flüssen Surmelin und Verdonnelle durchquert.

## Bevölkerungsentwicklung
| Jahr                                                                 | 1962 | 1968 | 1975 | 1982 | 1990 | 1999 | 2008 | 2015 | 2022 |
| -------------------------------------------------------------------- | ---- | ---- | ---- | ---- | ---- | ---- | ---- | ---- | ---- |
| Einwohner                                                            | 462  | 475  | 403  | 500  | 494  | 553  | 512  | 562  | 590  |
| Quellen: Cassini und INSEE; bis 2015 Addition der Vorgängergemeinden |      |      |      |      |      |      |      |      |      |

## Sehenswürdigkeiten
- Kirche Saint-Barthélemy im Ortsteil Baulne-en-Brie
- Kirche Nativité-de-la-Sainte-Vierge im Ortsteil La Chapelle-Monthodon
- Kirche Saint-Aignan im gleichnamigen Ortsteil
- Schloss La Grange aux Bois
- Lavoir (ehemaliges öffentliches Waschhaus)

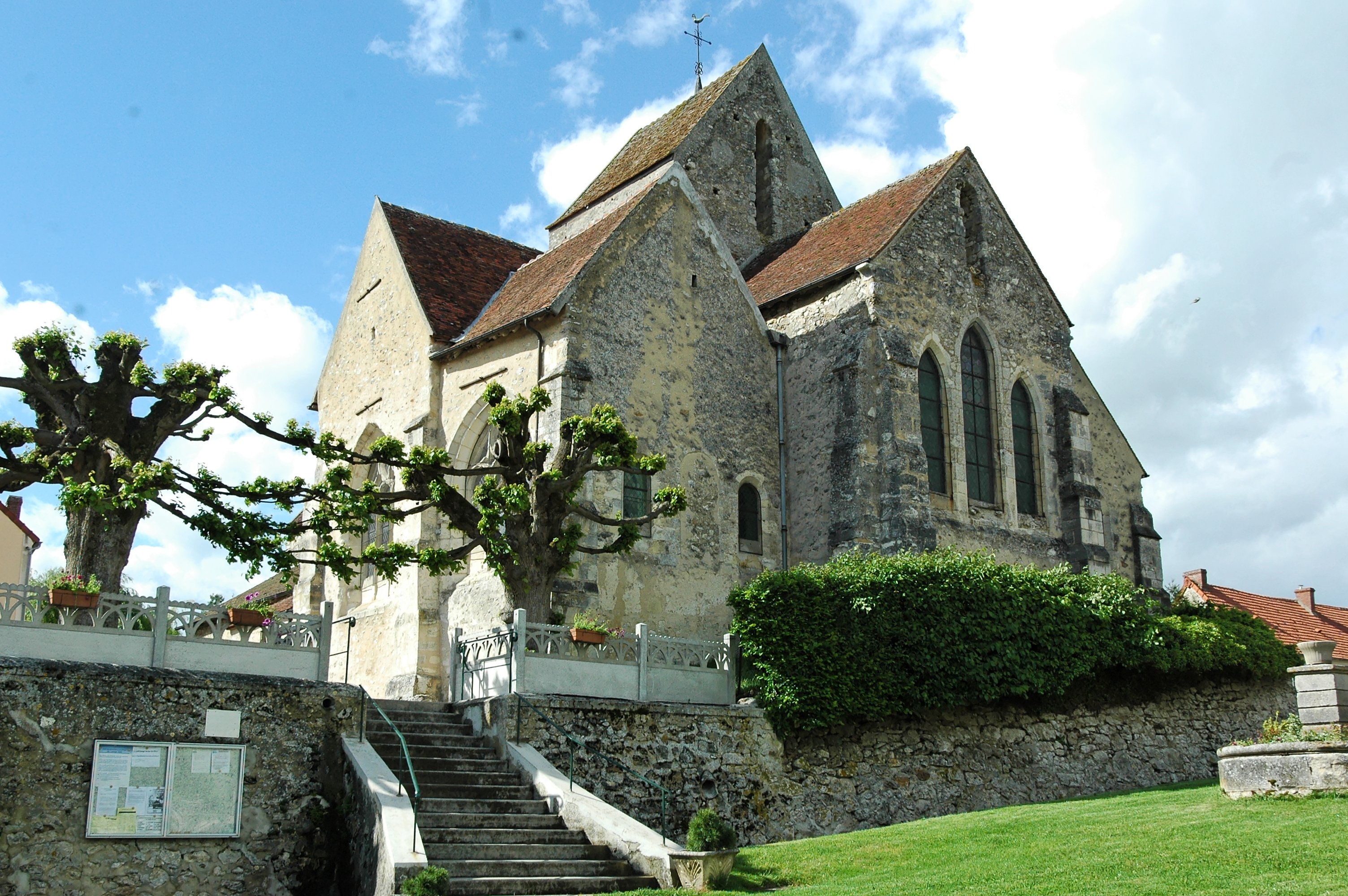
Kirche Saint-Barthélemy
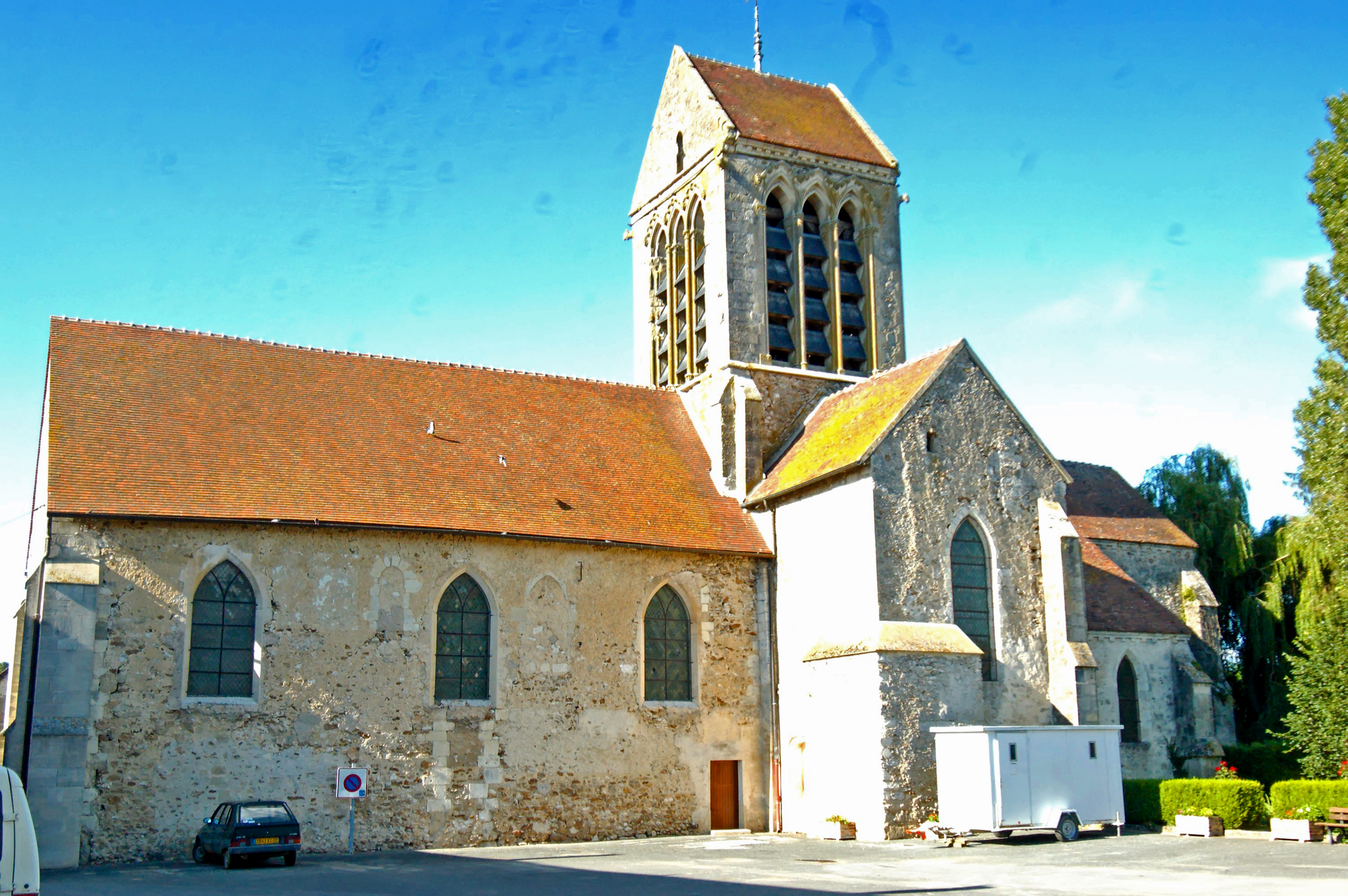
Kirche Nativité-de-la-Sainte-Vierge
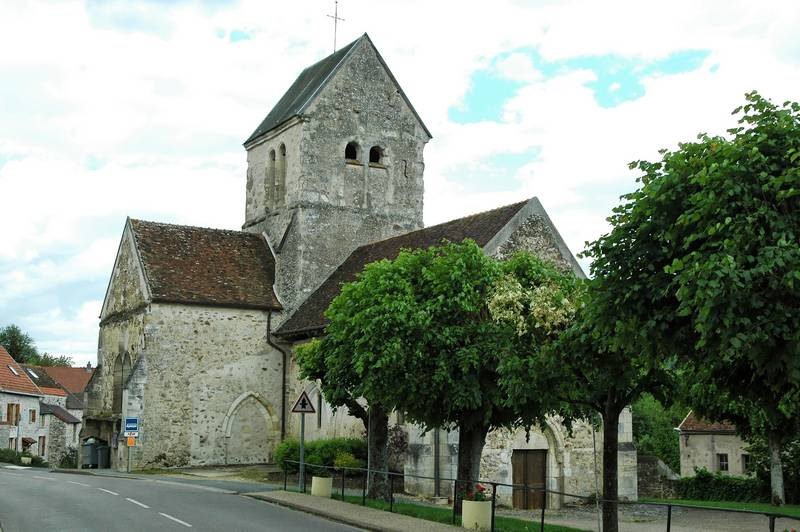
Kirche Saint-Aignan
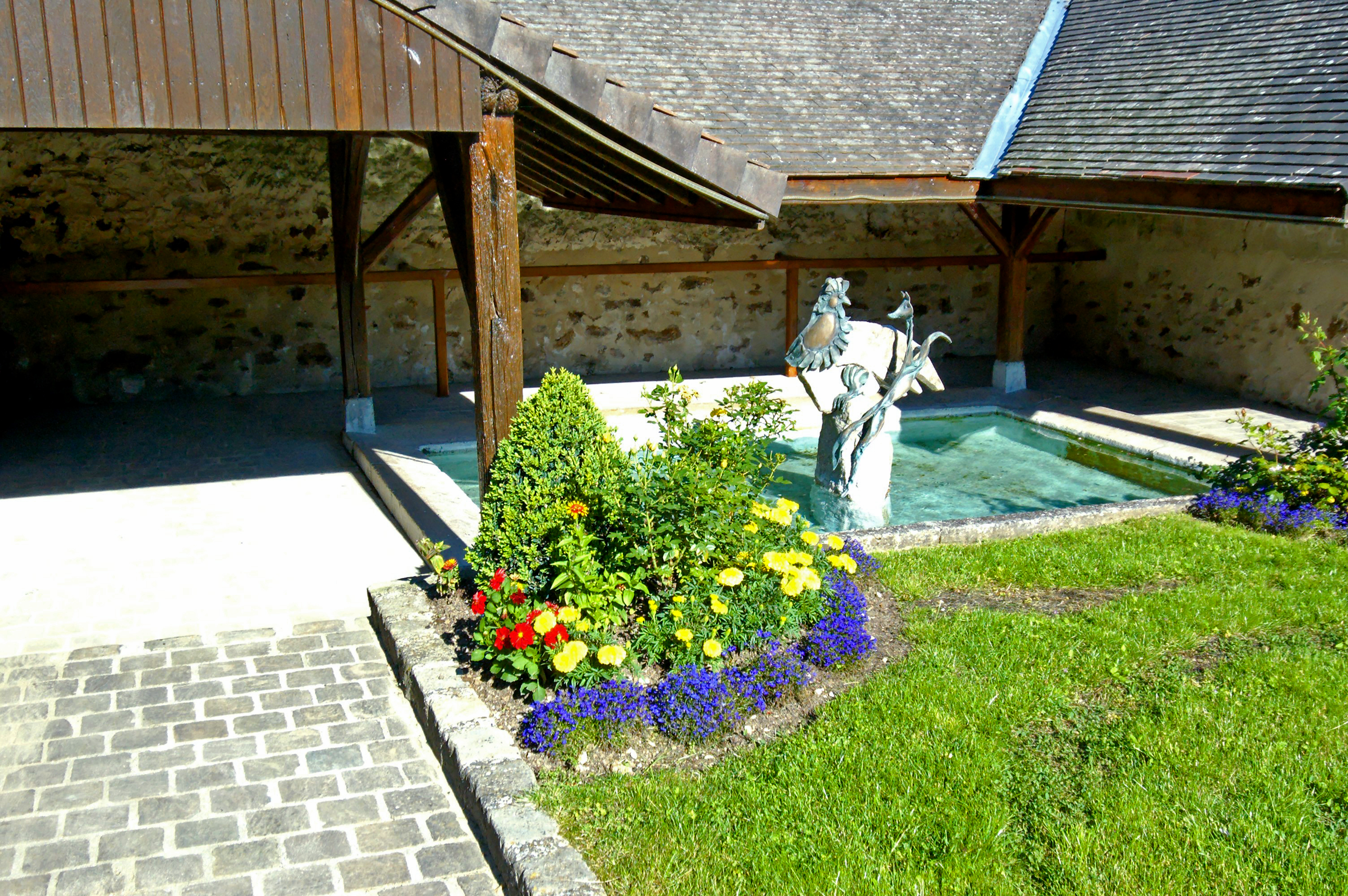
Lavoir